# Sint Nicolaasmolen
De Sint Nicolaasmolen of Nieuwe Molen is een korenmolen in Denekamp in de Nederlandse provincie Overijssel.
De molen werd in 1859 gebouwd. Tot 1922 bleef de molen op windkracht in bedrijf, daarna volgde een lange periode van verval. In 1976 volgde een omvangrijke restauratie waarna de molen weer op vrijwillige basis in bedrijf is gekomen. De huidige vrijwillige molenaar is een kleinzoon van een van de vroegere eigenaren. Thans is de molen eigendom van de Molenstichting Lattrop-Tilligte.
De molen is thans ingericht met twee koppels maalstenen die op windkracht worden aangedreven, een derde kleiner exemplaar heeft motoraandrijving. De roeden van de molen zijn 22 meter lang en zijn voorzien van het fokwieksysteem met remkleppen en zeilen.